# Сокровища царя Соломона (фильм)
«Сокровища царя Соломона» (англ. King Solomon's Treasure) — кинофильм. Экранизация произведения, автор которого — Генри Райдер Хаггард.

## Сюжет
Экспедиция во главе с Алланом Квотермейном отправляется на поиски сокровищ царя Соломона, переживая по пути различные опасности.

## Интересные факты
- Патрик Макни в последний момент заменил актёра Терри-Томаса, причиной отказа которого послужила пневмония.
- Тревор Ховард был первым кандидатом на роль Аллана.